# Gaetano Tosto
Gaetano Tosto (Catania, 18 aprile 1948) è un ex sollevatore italiano.

## Biografia
Nato nel 1948 a Catania, gareggiava nelle classi di peso dei pesi gallo (56 kg) o pesi mosca (52 kg).
A 24 anni ha partecipato ai Giochi olimpici di Monaco di Baviera 1972, nei 56 kg, chiudendo 16º con 320 kg totali alzati, dei quali 100 nella distensione lenta, 95 nello strappo e 125 nello slancio.
Nel 1977 e 1979 ha preso parte ai Mondiali di Stoccarda e Salonicco, nei pesi mosca, arrivando rispettivamente 9º con 207.5 kg alzati e 10º con 212,5.
A 32 anni ha partecipato di nuovo alle Olimpiadi, quelle di Mosca 1980, valide anche come campionati mondiali, nei 52 kg, terminando 9º con 215 kg totali alzati, dei quali 95 nello strappo e 120 nello slancio.